# Next-Generation Secure Computing Base
Il sistema NGSCB (Next-Generation Secure Computing Base), precedentemente noto con il nome di Palladium e poi trasformatosi in System Integrity Team, è un'architettura software proposta dalla Microsoft che avrebbe inserito un Trusted Software Stack nelle versioni di Microsoft Windows successive a Windows XP, in particolar modo in Windows Vista. L'unica funzionalità effettivamente implementata in tale sistema operativo che sfrutta le funzionalità offerte dal Trusted Computing è BitLocker Drive Encryption, un programma per la crittazione del disco rigido.

## Architettura e dettagli tecnici

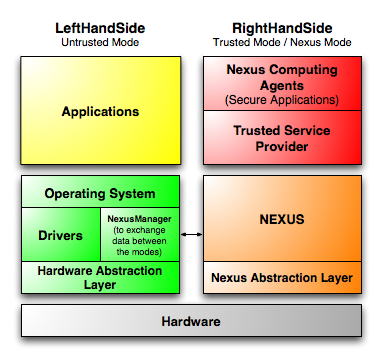
Architettura del NGSCB

Nelle attuali specifiche della Trusted Computing sono presenti due componenti hardware: il TPM (Trusted Platform Module), che realizza la memorizzazione in sicurezza di chiavi crittografiche e un coprocessore crittografico sicuro, e una particolare caratteristica di memoria nella CPU. Il sistema NGSCB avrebbe dovuto includere inoltre due componenti software, il Nexus, un kernel di sicurezza integrato all'interno del sistema operativo, e vari NCA (Nexus Computing Agent), ossia moduli fidati all'interno di applicazioni che sfruttano la NGSCB.

### Applicazioni
Le applicazioni progettate per NGSCB sarebbero state divise in due parti: lo NCA, un modulo "fidato" in grado di accedere a un insieme ristretto di API, e una parte "non fidata" che sarebbe stato in grado di accedere a tutte le API di Windows. Ciò al fine di evitare che il modulo "fidato" fosse in grado di effettuare delle chiamate ad API che avrebbero potuto contenere delle falle di sicurezza (ossia che non siano 'fidate'); il codice fidato avrebbe dovuto usare solo API che fossero state attentamente esaminate al fine di chiudere ogni possibile falla di sicurezza.

## Critiche
L'NGSCB ed il Trusted Computing furono criticati soprattutto in quanto considerati inefficaci nel risolvere la maggior parte degli odierni problemi di sicurezza informatica, quali ad esempio virus informatici e trojans. Ciò nonostante, Microsoft aveva affermato in passato che l'NGSCB è una tappa necessaria propria nella lotta ai virus. Tuttavia, in seguito Microsoft non ha più aggiunto nulla circa l'effettiva capacità dell'NGSCB di risolvere questi problemi.

## Disponibilità
Quando fu annunciato, ci si aspettava che l'NGSCB facesse parte del nuovo sistema operativo Windows, Windows Vista (precedentemente denominato Longhorn). Nel maggio 2004 fu riportato che la Microsoft aveva accantonato il progetto NGSCB. La notizia fu repentinamente smentita dalla Microsoft, che rilasciò alla stampa la dichiarazione di star al contrario "riprendendo" il progetto.

## Cambi di nome dell'iniziativa
Inizialmente l'NGSCB era stato chiamato da Microsoft "Palladium". Nella mitologia greca e romana, Palladio era l'"immagine della tradizione su cui si basa la sicurezza della città". Il nome era associato in particolare alla statua della dea Atena ubicata a Troia, la quale si credeva proteggesse i troiani dalle invasioni dei greci. La statua venne rubata da Ulisse e Diomede, ma la città non cadde fino a che non venne attuato il tranello dal cavallo di Troia.
All'inizio del 2006, la Microsoft ha di nuovo cambiato il nome del progetto NGSCB in System Integrity Team (progetto per il mantenimento dell'integrità del sistema). Gli ultimi post sul sito web del progetto risalivano al 26 ottobre 2006, salvo una brevissima parentesi di 3 post pubblicati nel 2008.